# San Severino Lucano
San Severino Lucano es una localidad italiana de la provincia de Potenza, región de Basilicata, con 1.711 habitantes.

## Evolución demográfica
| Gráfica de evolución demográfica de San Severino Lucano entre 1861 y 2011 |
|                                                                           |
| Fuente ISTAT - Elaboración gráfica por parte de Wikipedia                 |